# Gregorios Mammas
Gregorios III. zv. Mammas nebo Melissenos (ή Μάμμας) († 1459, Řím) byl ekumenický patriarcha v Konstantinopoli.
Byl účastníkem Florentského koncilu jako zástupce alexandrijského patriarchy a jako takový také uzavřel unii v Římem. V letech 1443-1450 byl patriarchou konstantinopolským, ale pak musel jako zastánce unie emigrovat do Říma, byl pouze titulárním latinským patriarchou.

## Dílo
- Jacques Paul Migne (red.): Patrologiae cursus completus, Series Graeca.:
  - Apologia contra Marci Ephesii Confessionem. (PG 160, 13-110)
  - Responsio ad epistolam Marci Ephesii. (PG 160, 111-204)
  - Ad imperatorem Trapezuntis de additione facta... (PG 160, 205-248).